# Lennart Hagerfors
Lennart Hagerfors (4. března 1946, Eskilstuna) je švédský literární vědec a spisovatel. Nyní žije ve Stockholmu.

## Životopis
Hagerfors vyrostl ve Francouzském Kongu jako dítě švédských misionářů. Jako spisovatel prorazil v roce 1985 s románem Valarna i Tanganyikasjön ve formě deníku Henryho Mortona Stanleyho, který našel v Africe Davida Livingstona.
Pracoval jako kritik pro Aftonbladet a Expressen. V období 1982 až 1988 byl redakorem BLM.

## Dílo
- 1979
  - Grus och vitt linne
  - Hjärnbarken tur och retur
  - På väg in i femtiotalet
- 1980
  - Morgondag
  - Havets öga
- 1983 - Bortom Mukambo
- 1985 - Valarna i Tanganyikasjön
- 1987 - Kongolesen som skrattade
- 1989 - Sarekmannen
- 1990 - Livet är det som pågår medan vi sysslar med annat
- 1993
  - Triumfen
  - Över bäcken
- 1995
  - Den underbara matresan
  - Jag heter Eva
- 1996 - Lycklig resa
- 1998 - Drömmen om Ngong
- 2001
  - 07.30-05.30
  - Afrika
- 2003 - Längta hem
- 2005 - Arons knä
- 2007 - Skrivarkurs för särlingar
- 2009 - Komma bort
- 2010 - Mannen på ön

## Ocenění
- De Nios Vinterpris 1989
- Cena Eyvinda Johnsona 1991
- Cena Karla Vennbergse 2010